# Aartsbisdom Goa en Daman
Het aartsbisdom Goa en Daman (Latijn:Archidioecesis Goanae et Damanensis; Konkani: Goy ani Daman Mha-Dhormprant; Portugees: Arquidiocese de Goa e Damão) is een rooms-katholiek aartsbisdom in India.
Het bisdom Goa werd in 1533 opgericht als bisdom en in 1558 verheven tot aartsbisdom. In 1886 werden delen van het aartsbisdom afgesplitst om het bisdom Damão te vormen. In 1928 werden de beide bisdommen verenigd tot het bisdom Goa en Daman. In 1976 werd aan het aartsbisdom het metropolitane karakter ontnomen; het aartsbisdom viel toen rechtstreeks onder de Heilige Stoel. In 2006 werd het aartsbisdom opnieuw verheven tot metropolitaan aartsbisdom. De enige suffragane bisschop is de bisschop van Sindhudurg.
De kathedraalkerk is de kerk van Sint-Catherina in Oud-Goa.
De huidige aartsbisschop van Goa en Daman is Filipe Neri António Sebastião do Rosário Ferrão.
De aartsbisschop van Goa draagt sinds 1886 tevens de titulaire titel patriarch van Oost-Indië.
De kerken en kloosters van Goa zijn in 1986 als cultureel erfgoed toegevoegd aan de werelderfgoedlijst van de Verenigde Naties.